# В отрыв!
«В отрыв!» (англ. Human Traffic) — комедийный художественный фильм.

## Сюжет
Пятеро друзей терпят серые и тоскливые будни только ради уик-энда. И вот он наступает: теперь у них есть 48 часов на полный отрыв от внешнего мира. Все, что для них сейчас существует — это клубы и вечеринки.
Как и любое молодёжное кино, снятое англичанами, фильм Human Traffic отличается качественной электронной музыкой, не присущей, например, американскому кино той же направленности. «В отрыв!» вышел через несколько лет после небезызвестного «Trainspotting» («На игле»), что, по всей видимости, оказало некое влияние на стилистику фильма. В частности, главные герои упоминают Trainspotting в одном из эпизодов. Human Traffic — это кино про молодёжь, её вечные проблемы и яркую беззаботную жизнь.

## В ролях
- Джон Симм — Джип
- Лоррейн Пилкингтон — Лулу
- Никола Рейнольдс — Нина
- Дэнни Дайер — Мофф
- Шон Паркес — Куп
- Дин Дэйвис — Ли
- Джастин Кэрриган — Зигги Мэрлон
- Карл Кокс — Пабло Хассан
- Эндрю Линкольн — Феликс

## Награды и номинации
- 1999 — премия British Independent Film Award в категории Best Achievement in Production
- 1999 — Discovery Award на кинофестивале в Торонто
- 2000 — номинация на премию Британской Академии кино и телевидения в категории «Приз Карла Формана наиболее обещающему новичку» (Джастин Кэрриган)
- 2000 — приз жюри на Bermuda International Film Festival (Джастин Кэрриган)

## Интересные факты
- Существует специальное издание фильма — Human Traffic Remixed, который отличается другим монтажом, добавленными сценами, изменёнными эффектами и музыкой.